# Jorge Carranza
Jorge Carlos Carranza (Jesús María, Córdoba, Argentina, 7 de mayo de 1981) es un futbolista argentino. Juega como arquero y su equipo actual es el Club Atlético Aldosivi de la Liga Profesional Argentina.
El 1 de junio de 2025, con 44 años y 25 dias se convirtió en el jugador más longevo en disputar un partido oficial con un equipo de Primera División de Argentina, lo hizo durante el partido contra Estudiantes de La Plata por la Copa Argentina 2025, superando a Hugo Gatti que lo había hecho jugando en Boca Juniors con 44 años y 23 días el 11 de septiembre de 1988 contra Deportivo Armenio.

## Trayectoria

### Instituto (2002-2008)
Carranza debutó en la Primera División de Argentina en 2002 defendiendo el arco de Instituto Atlético Central Córdoba con tan solo 21 años de edad en un partido contra Club Atlético Colón, en donde tuvo la posibilidad de jugar gran cantidad de partidos con sus grandes actuaciones en el arco del equipo, incluso logró el título de la Primera B Nacional

### Godoy Cruz (2008-2009)
El año 2008 llega a préstamo al Tomba donde solo tuvo la oportunidad de jugar un partido en el Estadio Nuevo Gasómetro contra San Lorenzo de Almagro en el partido en el minuto 2 comete un autogol, la segunda parte del 2009 vuelve a Instituto.

### Regreso a Instituto (2009-2011)
La segunda mitad del 2009 vuelve al equipo que se inició en el fútbol profesional, para jugar en la Primera B Nacional fue titular en el equipo con un total de 63 partidos en las 2 temporadas que disputó.
En marzo de 2020 juega nuevamente en Instituto.

### Paso por Atlético Rafaela y Ferro
En 2012 llega a Atlético Rafaela para disputar el torneo de la Primera División de Argentina, solo fue banca del arquero Guillermo Sara, ingresó solo 17 minutos en un partido contra Club Atlético Belgrano en los demás partidos solo fue reserva.
En julio de 2012 va a Ferro Carril Oeste para volver a jugar en la Primera B Nacional donde vuelve a tener una gran temporada jugando una gran cantidad de partidos cercanos a los 40 en la temporada.

### Segunda etapa en Godoy Cruz
Para la temporada 2013 regresa a Godoy Cruz en donde se convertiría en una de las figuras del Bodeguero con grandes actuaciones en la Primera División, lo que llevó a que varios clubes entre ellos Club Atlético Independiente, Club Atlético Talleres y el Club Deportivo O'Higgins de Chile a fijarse en él, finalmente el club de la ciudad de Rancagua se quedó con sus servicios por un año a préstamo con opción de compra y su primera salida en su carrera.

### San Martín de Tucumán
Para la temporada 2018 es contratado por  San Martín de Tucumán y vuelve a jugar en la división de honor de la Argentina.

### Aldosivi
El 3 de noviembre de 2024, integrando el plantel de Aldosivi, logra el ascenso a la Primera División, siendo pieza fundamental en el arco del Tiburón para lograr el campeonato de la Primera Nacional.

## Estadísticas
| Instituto de Córdoba Argentina                                                            | 2.ª           | 2002          | 1   | 0 | 0  | 0 | 0 | 0 | 1   | 0 |
| Instituto de Córdoba Argentina                                                            | 1.ª           | 2005-C        | 1   | 0 | 0  | 0 | 0 | 0 | 1   | 0 |
| Instituto de Córdoba Argentina                                                            | 1.ª           | 2005-06       | 6   | 0 | 0  | 0 | 0 | 0 | 6   | 0 |
| Instituto de Córdoba Argentina                                                            | 2.ª           | 2006-07       | 20  | 0 | 0  | 0 | 0 | 0 | 20  | 0 |
| Instituto de Córdoba Argentina                                                            | 2.ª           | 2007-08       | 29  | 0 | 0  | 0 | 0 | 0 | 29  | 0 |
| Instituto de Córdoba Argentina                                                            | 2.ª           | 2008-09       | 37  | 0 | 0  | 0 | 0 | 0 | 37  | 0 |
| Instituto de Córdoba Argentina                                                            | 2.ª           | 2019-20       | 1   | 0 | 0  | 0 | 0 | 0 | 1   | 0 |
| Instituto de Córdoba Argentina                                                            | 2.ª           | 2020-T        | 8   | 0 | 0  | 0 | 0 | 0 | 8   | 0 |
| Instituto de Córdoba Argentina                                                            | 2.ª           | 2021          | 33  | 0 | 0  | 0 | 0 | 0 | 33  | 0 |
| Instituto de Córdoba Argentina                                                            | 2.ª           | 2022          | 40  | 0 | 0  | 0 | 0 | 0 | 40  | 0 |
| Instituto de Córdoba Argentina                                                            | 2.ª           | 2023          | 17  | 0 | 1  | 0 | 0 | 0 | 18  | 0 |
| Instituto de Córdoba Argentina                                                            | Total         | Total         | 193 | 0 | 1  | 0 | 0 | 0 | 194 | 0 |
| Rivadavia de Lincoln Argentina                                                            | 3.ª           | 2002          | 12  | 0 | 0  | 0 | 0 | 0 | 12  | 0 |
| Rivadavia de Lincoln Argentina                                                            | Total club    | Total club    | 12  | 0 | 0  | 0 | 0 | 0 | 12  | 0 |
| Godoy Cruz (Mendoza) Argentina                                                            | 1.ª           | 2009-C        | 1   | 0 | 0  | 0 | 0 | 0 | 1   | 0 |
| Godoy Cruz (Mendoza) Argentina                                                            | 1.ª           | 2013-I        | 19  | 0 | 0  | 0 | 0 | 0 | 19  | 0 |
| Godoy Cruz (Mendoza) Argentina                                                            | 1.ª           | 2014-F        | 17  | 0 | 0  | 0 | 0 | 0 | 17  | 0 |
| Godoy Cruz (Mendoza) Argentina                                                            | Total club    | Total club    | 37  | 0 | 0  | 0 | 0 | 0 | 37  | 0 |
| Atlético de Rafaela Argentina                                                             | 1.ª           | 2011          | 1   | 0 | 3  | 0 | 0 | 0 | 4   | 0 |
| Atlético de Rafaela Argentina                                                             | 2.ª           | 2017          | 3   | 0 | 1  | 0 | 0 | 0 | 4   | 0 |
| Atlético de Rafaela Argentina                                                             | Total club    | Total club    | 4   | 0 | 4  | 0 | 0 | 0 | 8   | 0 |
| Ferro Carril Oeste Argentina                                                              | 2.ª           | 2012-C        | 19  | 0 | 0  | 0 | 0 | 0 | 19  | 0 |
| Ferro Carril Oeste Argentina                                                              | 2.ª           | 2013-A        | 18  | 0 | 1  | 0 | 0 | 0 | 19  | 0 |
| Ferro Carril Oeste Argentina                                                              | Total club    | Total club    | 37  | 0 | 1  | 0 | 0 | 0 | 38  | 0 |
| O'Higgins · Chile                                                                         | 1.ª           | 2014-15       | 32  | 0 | 1  | 0 | 0 | 0 | 33  | 0 |
| O'Higgins · Chile                                                                         | 1.ª           | 2015-16       | 26  | 0 | 7  | 0 | 0 | 0 | 33  | 0 |
| O'Higgins · Chile                                                                         | Total club    | Total club    | 58  | 0 | 8  | 0 | 0 | 0 | 66  | 0 |
| Colón (Santa Fé) Argentina                                                                | 1.ª           | 2016-17       | 2   | 0 | 1  | 0 | 0 | 0 | 3   | 0 |
| Colón (Santa Fé) Argentina                                                                | Total club    | Total club    | 2   | 0 | 1  | 0 | 0 | 0 | 3   | 0 |
| Olimpo (Bahía Blanca) Argentina                                                           | 1.ª           | 2018          | 9   | 0 | 0  | 0 | 0 | 0 | 9   | 0 |
| Olimpo (Bahía Blanca) Argentina                                                           | Total club    | Total club    | 9   | 0 | 0  | 0 | 0 | 0 | 9   | 0 |
| San Martín de Tucumán Argentina                                                           | 1.ª           | 2018-19       | 17  | 0 | 0  | 0 | 0 | 0 | 17  | 0 |
| San Martín de Tucumán Argentina                                                           | Total club    | Total club    | 17  | 0 | 0  | 0 | 0 | 0 | 17  | 0 |
| Correcaminos UAT · México                                                                 | 2.ª           | 2019-A        | 5   | 0 | 1  | 0 | 0 | 0 | 6   | 0 |
| Correcaminos UAT · México                                                                 | Total club    | Total club    | 5   | 0 | 1  | 0 | 0 | 0 | 6   | 0 |
| Aldosivi (Mar del Plata) Argentina                                                        | 2.ª           | 2024          | 35  | 0 | 0  | 0 | 0 | 0 | 35  | 0 |
| Aldosivi (Mar del Plata) Argentina                                                        | Total club    | Total club    | 35  | 0 | 0  | 0 | 0 | 0 | 35  | 0 |
| Total carrera                                                                             | Total carrera | Total carrera | 409 | 0 | 16 | 0 | 0 | 0 | 425 | 0 |
| (1) Incluye datos de Copa Argentina, Copa Chile y Copa MX. (2) Incluye Copa Sudamericana. |               |               |     |   |    |   |   |   |     |   |

## Palmarés

### Campeonatos nacionales
| Título             | Club      | País      | Año     |
| ------------------ | --------- | --------- | ------- |
| Primera B Nacional | Instituto | Argentina | 2003/04 |
| Primera Nacional   | Aldosivi  | Argentina | 2024    |

### Otros logros
| Torneo                        | Club      | Sede    | Año  |
| ----------------------------- | --------- | ------- | ---- |
| Torneo Apertura               | Instituto | Gerli   | 2003 |
| Ascenso a la Primera División | Instituto | Córdoba | 2022 |